# Бурек
Бурек (тур. börek) је предјело, слатка пита или пециво које се може пронаћи у многим земљама које су некад биле у саставу Османског царства. Прави се од лиснатог или киселог теста, и углавном се надева сиром, млевеним месом, воћем или поврћем (најчешће спанаћ).

## Име
Бурек вероватно потиче из турске кухиње. Реч „берек” (тур. börek) је турска реч за ово слојевито јело од теста, али такође и за остала јела од теста. Само у турском језику реч „бурек” има тако широко значење. У свим осталим језицима у којима је позајмљена, реч се односи само на неке врсте пецива.
Име може да долази од турске речи bur (савијати);, слично као и у српском, где речи савијача (од савијати) и гибаница (по једној теорији настало од гибати, иако други сматрају да је корен реч из египатског арапског ’giban’, што значи сир) такође описују одређено слојевито јело од теста, или можда од персијске речи būrek.

## Берек (Турска)
У Турској su böreği ("водени бурек") је више тестастог типа, обично са белим сиром. Kürt böreği ("курдски бурек") је бурек без надева, а често се једе са посутим шећером у праху на врху.

## Бурек (бивша Југославија)
У бившој Југославији реч бурек није нигде коришћена као хипероним (као на пример пита, колач), као у турском језику. Бурек има две реализације: једну у Србији и Северној Македонији, а другу у Босни и Херцеговини (од сва три народа - Бошњака, Срба и Хрвата). Оба пецива се такође праве и у Хрватској и Словенији, где су их увели углавном албански и босански пекари почевши од 60-их.
Бурек је у редовној понуди свих пекара и обично се једе као "брза храна". Типично се служи врућ и након печења се држи у топлим витринама да се не би охладио. Због високог садржаја масноће, често се једе са јогуртом. Осим у пекарама, бурек се продаје у специјализованим продавницама званим бурегџинице (на српском, хрватском и српскохрватском) или бурекџилницама (на македонском) које продају искључиво бурек (или пите) и јогурт. Бурегџинице су заправо само врста пекара које су постојале пре почетка 18. века. Врло су честе у Босни и Херцеговини и поприлично честе у Хрватској, Северној Македонији, Црној Гори и Србији.
У Босни се буреком назива искључиво пециво са надевом од меса. У већини осталих делова бивше Југославије при наручивању се увек мора напоменути и надев („са месом”, „са сиром” у Србији, Црној Гори и Хрватској, „со сирење”, „со месо” у Северној Македонији...).

### Српски (округли) бурек
У Србији се реч бурек односи на специјалну питу од кора. Коре се праве развлачењем од теста које се састоји од брашна, воде и соли. Поједини мајстори их развлаче бацањем у ваздух, слично мајсторима за пицу. Ово има за циљ обогаћивање теста ваздухом, што наводно даје бољи укус. Традиционални бурек се прави празан (без надева), са сиром или динстаним млевеним месом и јабукама у зимској односно вишњама у летњој сезони. Данас се бурек са јабукама и вишњама налази ређе, а у савремене варијанте спадају и многе друге врсте од којих су најчешће бурек са печуркама, пица-бурек и бурек са еурокремом.
Бурек се сече и продаје на меру. Традиционално, тепсија бурека је имала око два килограма, али се данас бурек израђује у мањим тепсијама тежине око једног килограма и углавном се продаје на четврти, што убрзава продају.
Рецепт за модерни округли бурек је развијен у Нишу, где га је 1498. представио чувени турски пекар Мехмед Оглу из Истанбула.
Сваке године се у Нишу одржава такмичење у прављењу бурека (Бурегџијада). Године 2005, је направљен бурек од сто килограма, са пречником од два метра.

### Босански (умотани) бурек
У Босни и Херцеговини, реч бурек се односи искључиво на другу врсту пецива које се мота у потковице у или у спиралу у округлој тепсији и само када је надевено месом. Од танких кора се формира црево пуњено динстаним месом са луком које се затим увија.
Исто пециво са сиром се назива сирница, пециво са зељем или спанаћем и сиром је зељаница, пециво са кромпиром је кромпируша. Ове друге врсте пецива се не сматрају буреком, већ питама. Ова врста пецива је врло популарна у Хрватској, где су је увели босански Хрвати.
У Србији су босанску врсту овог пецива раширили досељеници током грађанског рата деведесетих и оно се често назива сарајевском или босанском питом. Слична пецива, иако донекле шира и од тањих кора, у Србији се називају савијачама, штрудлама или питама. Међутим, ова пецива се углавном праве у домаћинствима и ређе се нуде у пекарама.
У Тузли је 2017. године направљен највећи и најтежи бурек на свету који је износио 650 килограма.

## Бирек (Албанија)
У Албанији, ово пециво се зове бирек, бурек или лакрор. Најчешћи надеви су: бели сир, динстано месо, спанаћ и јаја, млеко и јаја, али такође могу бити и парадајз и лук, паприка и пасуљ, кромпир или слатки надев од бундеве, као и лишће коприве (byrek me hithra). Овакав бурек може добро да послужи i као главно јело у оброку. Бурек са месом се у јужним крајевима назива и „месник” (алб. mesnik). Врсте са надевом од поврћа се називају и byrek Shqiptar me perime, или албанска пита с поврћем.
Лакрор је врста бурека са надевом од зелениша. Лакер (алб. laker) је албанска реч за купус, али у овом контексту означава скраћеницу од laker e egër, термин који описује низ зеленог лиснатог поврћа, као што су кисељак, маслачак, дивља салата и ливадски свињак.
Традиционално се прави од неколико танких слојева кора које се развлаче ручно. Коначни облик могу бити мали троуглови, нарочито у бурегџиницама које се називају „биректоре” алб. byrektore и продају бурек и друга традиционална пецива. Албански бурек је знатно мање дебљине него у осталом делу Балкана. Такође може бити и у облику велике пите која се сече на мање комаде. Бурек је традиционално пециво јужне Албаније, али се прави широм земље у различитим варијантама. Може се сервирати хладан или топао.

## Буреки, бурекакија, бугаца (Грчка)
У Грчкој, буреки или бурекакија је мало пециво које се прави од кора или од теста. Може бити троугластог, српастог или у облику ролница. Бурекакија може бити слана са белим сиром, месом и спанаћем или слатка са орасима. Бурекакија са орасима је веома слична баклави, али се не залива шећерним сирупом, већ се посипа шећером у праху.
Нашој верзији бурека највише одговара пециво од кора које се назива бугаца (грч. μπουγάτσα).
Сматра се да бугаца потиче из града Сера у провинцији Егејска Македонија, где су рецепт донели досељеници из Истанбула. Прави се са сиром, месом или традиционалним слатким кремом од ваниле. Најчешће је правоугаоног облика тежине око једног килограма и као и бурек у Србији, држи се у топлим витринама да се не би хладила и сече се и продаје на меру.
Такође се служи са киселим напицима од ферментисаног млека као што су кефир или ајран (грч. αριάνι) - напитак налик нашем јогурту, али мање густине.

## Бјурек (Бугарска)
Бугарска верзија овог пецива се зове бјурек (буг. бюрек). Обично се сматра за варијанту банице, пите од кора каква постоји и у јужним и југоисточним деловима Србије. Бугарски бјурек је врста банице са сиром, с том разликом што се у бјурек додају и јаја.
У бугарском језику се реч бјурек користи и за поједина јела спремљена са сиром и јајима, као што су чушка бјурек, печена и ољуштена паприка пуњена белим сиром и тиквичка бјурек, поховани бланширани филети тиквице.

## Бурекас (Израел)
Бурекас се прави од киселог теста које је напуњено различитим надевима. Међу популарнијим надевима су сир, пире кромпир, спанаћ, плави патлиџан, пица и печурке.
Израелски бурекас долази у неколико облика, који показују врсту надева. Закони кашрута забрањују да се месна јела једу истовремено са млечним и зато постоји уобичајени различити облици да укажу на различите врсте надева боурекаса. Бурекас са сиром се прави у облику правоуглих и једнакокраких троуглова и у две различите величине. Бурекас са кромпиром се прави у облику квадра и посут је сусамом. Пица-бурекас подсећа на концентричне ваљке, док бурекас са спанаћем подсећа на машну од пецива. Постоје и „турски борекаци” који имају изглед заобљених једнакостраничних троуглова и пуњени су различитим надевима, чија се врста може одредити по њиховој спољашњости.

## Брик (Тунис)
Брик је туниски бурек који се састоји од јајета у троугаоном пециву са сецканим луком и першуном.
У Турској се може чути израз који често користи сиромашна, па чак и средња класа: „Нисам довољно богат да једем баклаву и бурек сваког дана.”